# 893 Леополдина
893 Леополдина (енгл. 893 Leopoldina) је астероид главног астероидног појаса. Приближан пречник астероида је 76,14 , 
а средња удаљеност астероида од Сунца износи 3,049 астрономских јединица (АЈ). 
Инклинација (нагиб) орбите у односу на раван еклиптике је 17,035 степени, а орбитални период износи 1944,920 дана (5,324 година). Ексцентрицитет орбите астероида износи 0,151. 
Апсолутна магнитуда астероида износи 9,47 а геометријски албедо 0,049.
Астероид је откривен 31. маја 1918. године.